# Peter Coyote

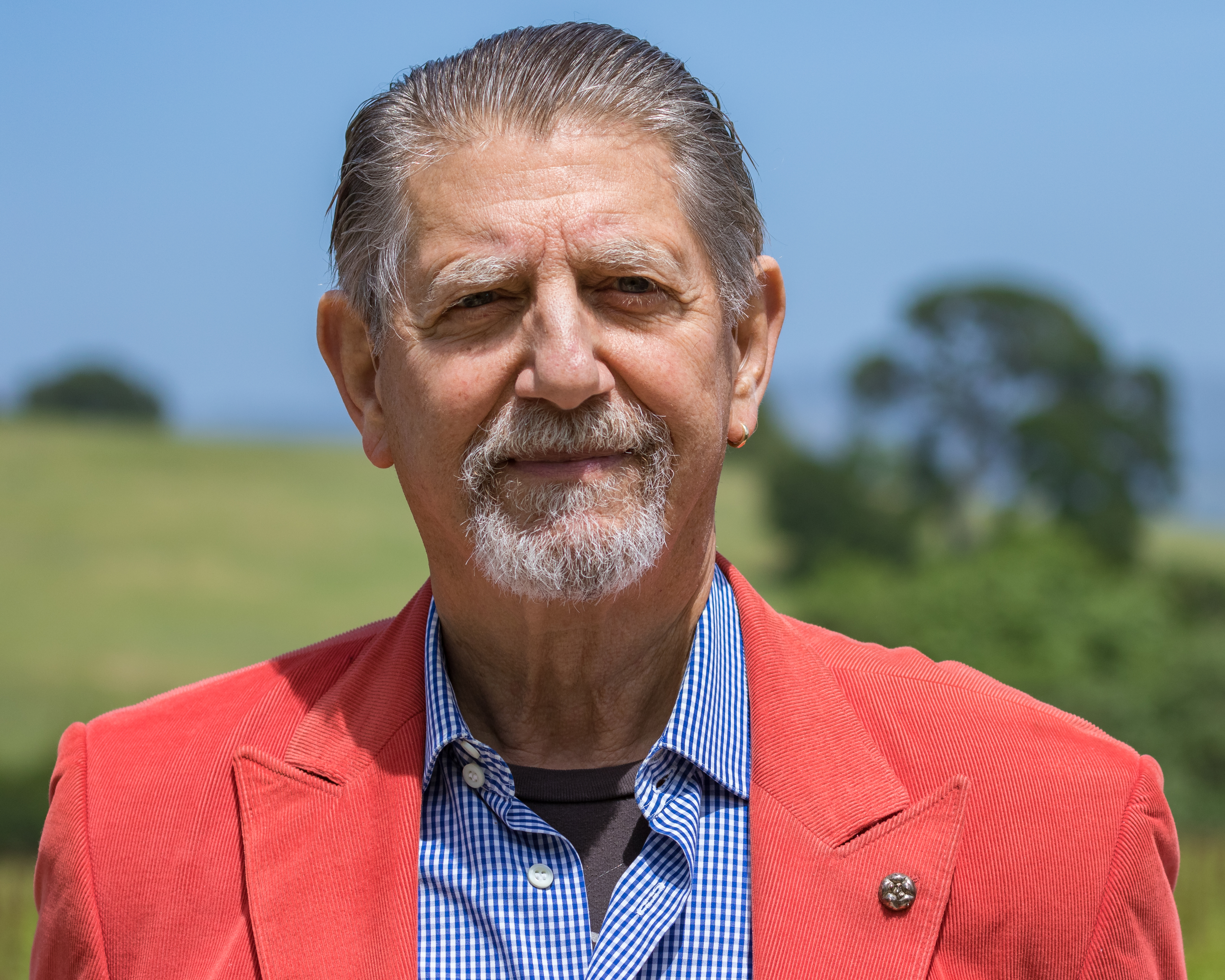
Peter Coyote, 2019

Peter Coyote, eigentlich Robert Peter Cohon (* 10. Oktober 1941 in Manhattan, New York), ist ein US-amerikanischer Schauspieler, Schriftsteller und Erzähler.

## Leben und Karriere
Robert Peter Cohon wurde in eine New Yorker liberal-intellektuelle jüdische Familie hineingeboren; sein Vater arbeitete als Investmentbanker. Er belegte das Fach Englische Literatur am Grinnell College und schloss 1964 sein Studium mit einem Bachelor ab. Aufgrund von Drogenexperimenten und nach einer Begegnung mit dem Schamanen Rolling Thunder änderte er seinen Namen in Peter Coyote. Im Anschluss zog er nach San Francisco, wo er an der State University den Mastergrad erwarb. Er war während der 1970er Jahre Teil der amerikanischen Counterculture-Subkultur, war an sozialen und politischen Aktionen beteiligt und spielte in einer avantgardistischen Schauspielgruppe. Auf Anregung von Jack Kerouac, Gary Snyder u. a. fand er ab 1975 den Weg zum Zen-Buddhismus. Über seine Zeit als Hippie schrieb er später (1999) eine Autobiografie mit dem Titel Sleeping Where I Fall, die in den USA zum Bestseller avancierte und mehrere Neuauflagen erlebte.
Erst im Alter von 39 Jahren wandte er sich der Filmbranche zu. Zunächst spielte er hauptsächlich kleinere Rollen in Fernsehproduktionen, bis er 1982 seinen Durchbruch in Steven Spielbergs Klassiker E.T. – Der Außerirdische schaffte; hier verkörperte er in einer Nebenrolle den Staatsagenten „Keys“, der sich auf die Suche nach Außerirdischen macht. Im selben Jahr hatte er seine erste Hauptrolle in dem Spielfilm Timerider – Das Abenteuer des Lyle Swann neben Fred Ward. Den Rest der 1980er Jahre spielte er in mehreren Film- und Fernsehproduktionen pro Jahr. Im Jahr 1992 besetzte ihn Roman Polański in einer Hauptrolle in Bitter Moon. Es folgten substanzielle Nebenrollen in beliebten Kinofilmen wie Sphere – Die Macht aus dem All, Patch Adams oder Erin Brockovich.
Im Jahr 1993 erhielt er einen Emmy Award für sein Mitwirken an dem Dokumentarfilm The Pacific Century. Bei den Olympischen Winterspielen in Salt Lake City im Jahr 2002 führte er gemeinsam mit Glenn Close als Erzähler durch die Eröffnungsfeier. Seit Mitte der 2000er Jahre war er vermehrt in Fernsehserien zu sehen, so etwa in einer Hauptrolle der Serie The Inside und in wiederkehrenden Gastrollen in Welcome Mrs. President, Brothers & Sisters und 4400 – Die Rückkehrer.
Peter Coyotes erste Ehe wurde 1998 nach 23 Jahren geschieden; er hat einen Sohn und eine Tochter. Noch im selben Jahr ging er eine zweite Ehe ein. Im Jahr 2015 wurde er als Zen-Priester ordiniert.

## Synchronstimmen
Zu den deutschen Synchronstimmen des Schauspielers zählen unter anderem Reinhard Kuhnert, Thomas Fritsch, Dennis Brandau, Bernd Stephan und Jürgen Kluckert.

## Filmografie (Auswahl)
- 1981: Die letzten Amerikaner (Southern Comfort)
- 1981: Der Jean-Harris-Prozeß (The People vs. Jean Harris, Fernsehfilm)
- 1982: Timerider – Das Abenteuer des Lyle Swann (Timerider: The Adventure of Lyle Swann)
- 1982: E.T. – Der Außerirdische (E.T. the Extra-Terrestrial)
- 1983: Cross Creek
- 1984: Die Herzensbrecher (Heartbreakers)
- 1985: Blue Yonder – Flug in die Vergangenheit (The Blue Yonder)
- 1985: Das Messer (Jagged Edge)
- 1985: Zeit der Vergeltung (The Legend of Billie Jean)
- 1987: Nichts als Ärger mit dem Typ (Outrageous Fortune)
- 1987: Leidenschaftliche Begegnung – A Man in Love (Un homme amoureux)
- 1988: Heart of Midnight – Im Herzen der Nacht (Heart of Midnight)
- 1990: Waldo Salt: A Screenwriter’s Journey (Sprecher)
- 1990: The Man Inside – Tödliche Nachrichten
- 1991: Exposure – Die Hohe Kunst des Tötens (A Grande Arte)
- 1992: Bitter Moon
- 1993: Kika
- 1995: Buffalo Girls
- 1996: Verführung zum Mord (Seduced by Madness: The Diane Borchardt Story)
- 1997: Showdown (Top of the World)
- 1998: Sphere – Die Macht aus dem All  (Sphere)
- 1998: Patch Adams
- 1998: Route 9 (Fernsehfilm)
- 1999: Verhängnisvolle Vergangenheit (A Murder on Shadow Mountain)
- 1999: Begegnung des Schicksals (Random Hearts)
- 2000: Erin Brockovich
- 2000: A Time For Dancing
- 2002: Femme Fatale
- 2002: Nur mit dir (A Walk to Remember)
- 2003: Northfork
- 2003: Phenomenon II – Ein wunderbares Genie (Phenomenon II)
- 2003: The Hebrew Hammer
- 2004–2006: 4400 – Die Rückkehrer (The 4400, Fernsehserie, 12 Folgen)
- 2005: Deepwater
- 2005: Return of the Living Dead IV: Necropolis
- 2005: Return of the Living Dead V: Rave to the Grave
- 2005: A Little Trip to Heaven
- 2005–2006: Welcome, Mrs. President (Fernsehserie, 7 Folgen)
- 2007: The Champ (Resurrecting the Champ)
- 2008: Dr. Dolittle 4
- 2008: Navy CIS (Fernsehserie, eine Folge)
- 2008: Five Dollars a Day
- 2008: The Lena Baker Story
- 2008: Belle – Der Weg zum Glück (All Roads Lead Home)
- 2009: Os Mistérios de Lisboa or What the Tourist Should See (Sprecher)
- 2010–2011: Law & Order: LA (Fernsehserie, 8 Folgen)
- 2012: Hemingway & Gellhorn (Fernsehfilm)
- 2014: Intelligence (Fernsehserie, 3 Folgen)
- 2017: 1 Mile to You
- 2017: The Disappearance (Fernseh-Miniserie, 6 Folgen)
- 2018: Das etruskische Lächeln (The Etruscan Smile)
- 2020: The Comey Rule: Größer als das Amt (The Comey Rule, Miniserie, 2 Folgen)
- 2021: We Are As Gods (Dokumentarfilm, als er selbst)
- 2021: Das Mädchen, das an Wunder glaubt (The Girl Who Believes in Miracles)

## Auszeichnungen
- 1991 – Emmy-Nominierung für Road to Avonlea
- 1993 – Emmy für The Pacific Century

## Autor
- Sleeping Where I Fall. A Chronicle. Counterpoint Press 2015, ISBN 978-1619025608
- The Rainman's Third Cure. An Irregular Education. Counterpoint Press 2015, ISBN 978-1619024960
- Tongue of a Crow. Four Way Books 2021, ISBN 978-1945588952
- The Lone Ranger and Tonto Meet the Buddha. Masks, Meditation, and Improvised Play to Induce Liberated States. Inner Traditions – Bear & Company 2021, ISBN 978-1644113561